# Coenotephria championi
Coenotephria championi là một loài bướm đêm trong họ Geometridae.